# Amt Baldeneck
Das Amt Baldeneck war ein vom 14. Jahrhundert bis 1780 bestehender Verwaltungs- und Gerichtsbezirk im Kurfürstentum Trier. 1780 ging das Amt im Amt Zell auf.

## Geschichte
Kern des späteren Amtes war Burg Balduinseck, auch Baldeneck genannt. Die Burg war Sitz des Amtmanns. Das Amt bestand aus den Orten Beltheim, Frankweiler, Lahr, Lieg, Burgen , Mastershausen, Sabershausen, Sosberg, Treis und Zilshausen
Erzbischof Johann VI. (1556–1567) ordnete am 26. November 1556 mit Zustimmung der Landstände in Koblenz eine vierjährige Landsteuer an. Je 1000 Gulden Vermögen betrug die Steuer 3,5 Gulden. Am 20. Juli 1563 forderte er Berichte aller Ämter an, die über die Orte und die dortigen Steuerzahler Auskunft geben sollte. Im Amt Baldenau gab es danach 254 Feuerstellen in folgenden Orten:
| Ort            | Feuerstellen | Trierer Untertanen | Fremde Leibeigene |
| -------------- | ------------ | ------------------ | ----------------- |
| Amt Baldeneck  | 906          | 383                | 0                 |
| Trais          | 131          | 121                | 10                |
| Bruttig        | 110          | 44/62              | 4                 |
| Fankel         | 80           | 59/21              |                   |
| Altstrimmig    | 27           | 9                  | 18                |
| Mittelstrimmig | 26           | 8                  | 18                |
| Liesenich      | 36           | 11                 | 25                |
| Hof Forst      | 7            |                    |                   |
| Sosberg        | 12           | 5                  | 8                 |
| Mastershausen  | 50           | 38                 | 10                |
| Sosberg        | 18           | 1                  | 17                |

1784 nannte die Amtsbeschreibung folgende Bestandteile:
| Ort                         | Wohnhäuser | Einwohner |
| --------------------------- | ---------- | --------- |
| Trais                       | 184        | 854       |
| Burgen                      | 94         | 424       |
| Lieg                        | 48         | 247       |
| Lar                         | 27         | 98        |
| Zilshausen und Petershausen | 37         | 244       |
| Sabershausen                | 33         | 148       |
| Beltheim                    | 68         | 322       |
| Frankweiler                 | 24         | 113       |
| Mastershausen               | 93         | 444       |
| Forst                       | 6          | 0         |

Mit dem Verfall der Burg wurde der Sitz des Amtmanns nach Zell verlegt. 1780 wurde das Amt Baldeneck aufgehoben und die Amtsorte dem Amt Zell zugeordnet.